# Literatura română a secolului al XIX-lea
Secolul al XIX-lea este unul dintre secolele cele mai productive ale literaturii române atât calitativ cât și cantitativ. În acest veac apar și se dezvoltă curente literare europene precum romantismul, realismul, simbolismul sau curente culturale autohtone ca latinismul și junimismul. Tot acum își defășoară activitatea literară poetul care este considerat cel mai mare scriitor român, Mihai Eminescu, scriitori care sunt considerați mari clasici, precum Ion Creangă, I. L. Caragiale, Ioan Slavici, poeți precum Alexandru Macedonski, George Coșbuc sau Vasile Alecsandri, scriitori de talia lui Grigore Alexandrescu, Constantin Negruzzi, Dimitrie Bolintineanu, Alexandru Odobescu, Nicolae Filimon, Alexandru Vlahuță, Alecu Russo, Petre Ispirescu, Barbu Ștefănescu Delavrancea, Anton Pann, Bogdan Petriceicu-Hasdeu sau, în fine, îndrumători precum Ion Heliade Rădulescu, Mihail Kogălniceanu sau Titu Maiorescu.

## Desfășurare
Începutul secolului a fost marcat de activitatea Școlii Ardelene. Ideile iluministe au găsit rezonanță mai ales în opera lui Ioan Budai Deleanu, care între anii 1800-1812 a definitivat textul Țiganiadei, prima epopee în limba română. Alți scriitori, precum Vasile Aaron, Ion Barac, Dinicu Golescu, Gheorghe Asachi, Nicolae și Iancu Văcărescu, au căutat de asemenea să popularizeze ideile iluministe și au excelat în traducerea unor texte clasice.
În 1829 a fost publicată prima gazetă în limba română cu periodicitate constantă („Curierul românesc”).
Romantismul începe să pătrundă încet din Occident, și, influențați de el, scriu Ion Heliade Rădulescu („Zburătorul”), Vasile Cârlova, C. A. Rosetti, Anton Pann, Dimitrie Bolintineanu, Andrei Mureșanu.
În 1840 Mihail Kogălniceanu a editat revista "Dacia literară" cu o "Introducție" programatică și, influențați de noul program, scriu Nicolae Bălcescu, Alecu Russo, Costache Negruzzi, Grigore Alexandrescu, Alecu Donici.
De asemenea, în perioada 1840-1867 (până la fondarea Junimii și a Convorbirilor literare) scriu autori precum Dimitrie Bolintineanu, Cezar Boliac, Alexandru Odobescu, Nicolae Filimon, Ion Ghica.
Aparte trebuie citați autori precum B. P. Hasdeu și Vasile Alecsandri, a căror activitate s-a desfășurat într-o mare perioadă de timp, implicându-se în diverse proiecte.
În 1863 se înființează Junimea (și o dată cu ea spiritul și curentul cultural Junimist), societate care va schimba istoria literaturii epocii prin autori ca Titu Maiorescu, Mihai Eminescu, Ion Creangă, I. L. Caragiale, Ioan Slavici.
În paralel se dezvoltă alte direcții precum cea a Literatorului cu autori precum Alexandru Macedonski, Duiliu Zamfirescu sau a artei cu tendință a lui C. Dobrogeanu-Gherea.
Influența poetului Mihai Eminescu este atât de imensă în literatură încât în ultimele decenii ale secolului se creează o întreagă generație de scriitori imitatori ai stilului eminescian dintre care notabil este Alexandru Vlahuță.
Tot în ultimul deceniu al secolului își desfășoară parte din activitate scriitori precum Barbu Delavrancea, Ioan Alexandru Brătescu-Voinești sau George Coșbuc.